# Franciszek Bronowski
Franciszek Tomasz Bronowski (ur. 27 września 1928 w Wilnie, zm. 18 listopada 1992 w Łodzi) – polski historyk, badacz dziejów nowożytnych i historyk historiografii. 

## Życiorys
Ukończył studia historyczne i socjologiczna na UŁ. Doktorat uzyskał w 1961 na podstawie pracy Idea gminowładztwa w historiografii polskiej (geneza i rozwój) (promotor: Marian Henryk Serejski). W latach 1953–1992 zatrudniony na UŁ w Katedrze Historii Powszechnej i Starożytnej i Katedrze Historii Powszechnej Nowożytnej i Najnowszej. Członek PTH i ŁTN. Zajmował się analizą twórczości historiograficznej Adama Naruszewicza (nieukończona praca habilitacyjna), polską myślą historiograficzną doby oświecenia. Autor artykułów do PSB.

## Wybrane publikacje
- Idea gminowładztwa w historiografii polskiej. Geneza i formowanie się syntezy republikańskiej J. Lelewela, Łódź: Zakład Narodowy im. Ossolińskich 1969.
- Warzyniec Surowiecki jako badacz dawnej Słowiańszczyzny, "Zeszyty Naukowe Uniwersytetu Łódzkiego. Seria I: Nauki Humanistyczno-Społeczne. Seria I" (1956), z. 3.
- Projekt "Historii Narodowej" w pracach Towarzystwa warszawskiego Przyjaciół Nauk, "Zeszyty Naukowe Uniwersytetu Łódzkiego. Nauki Humanistyczno-Społeczne. Seria I" (1956), z. 4, s. 12-35.
- Władysława Czaplińskiego koncepcja dziejów Polski (studium historiograficzne) (1987).